# Teli

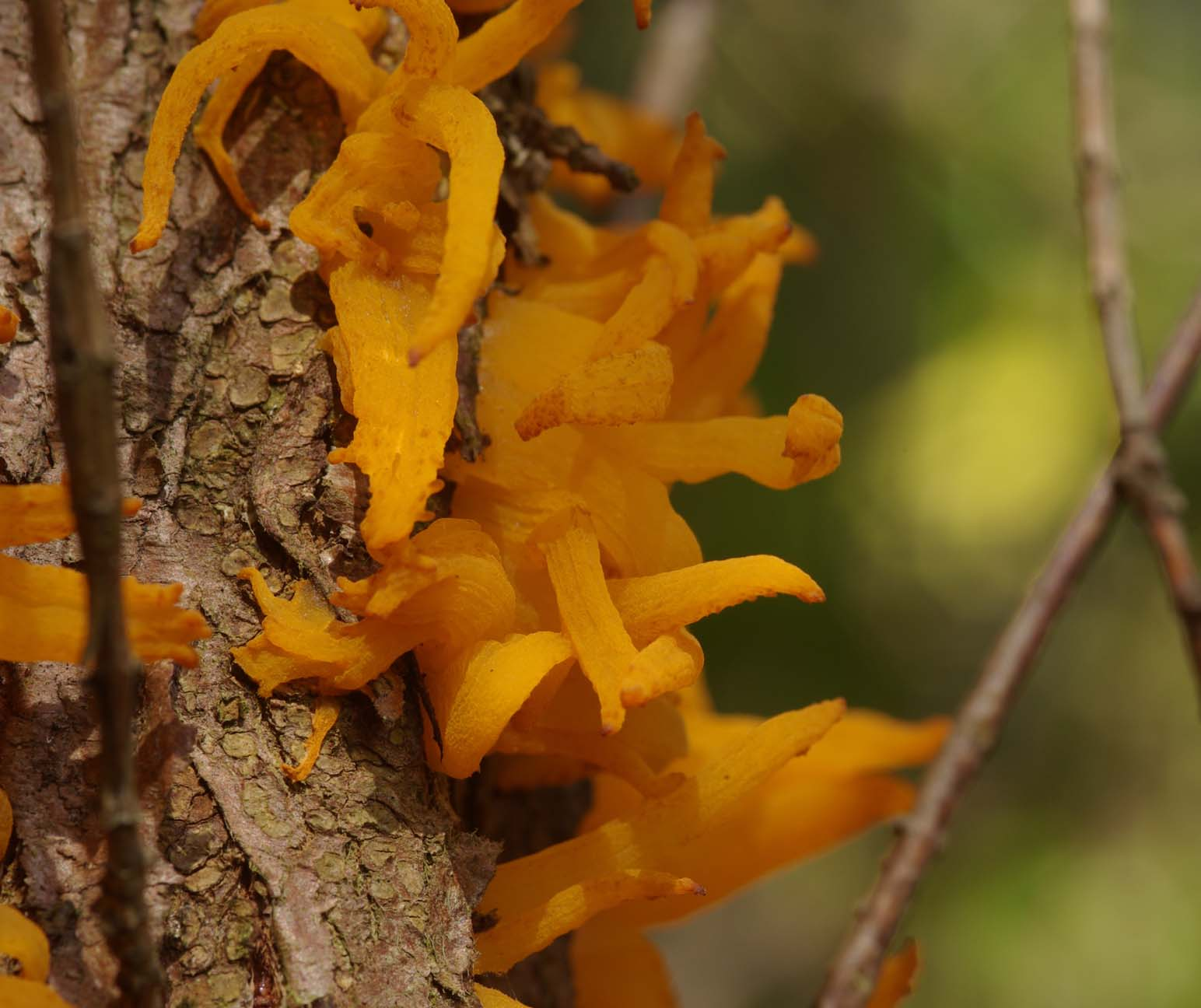
Vista de prop de les telis de Gymnosporangium clavariforme emergint de l'escorça d'un Juniperus communis

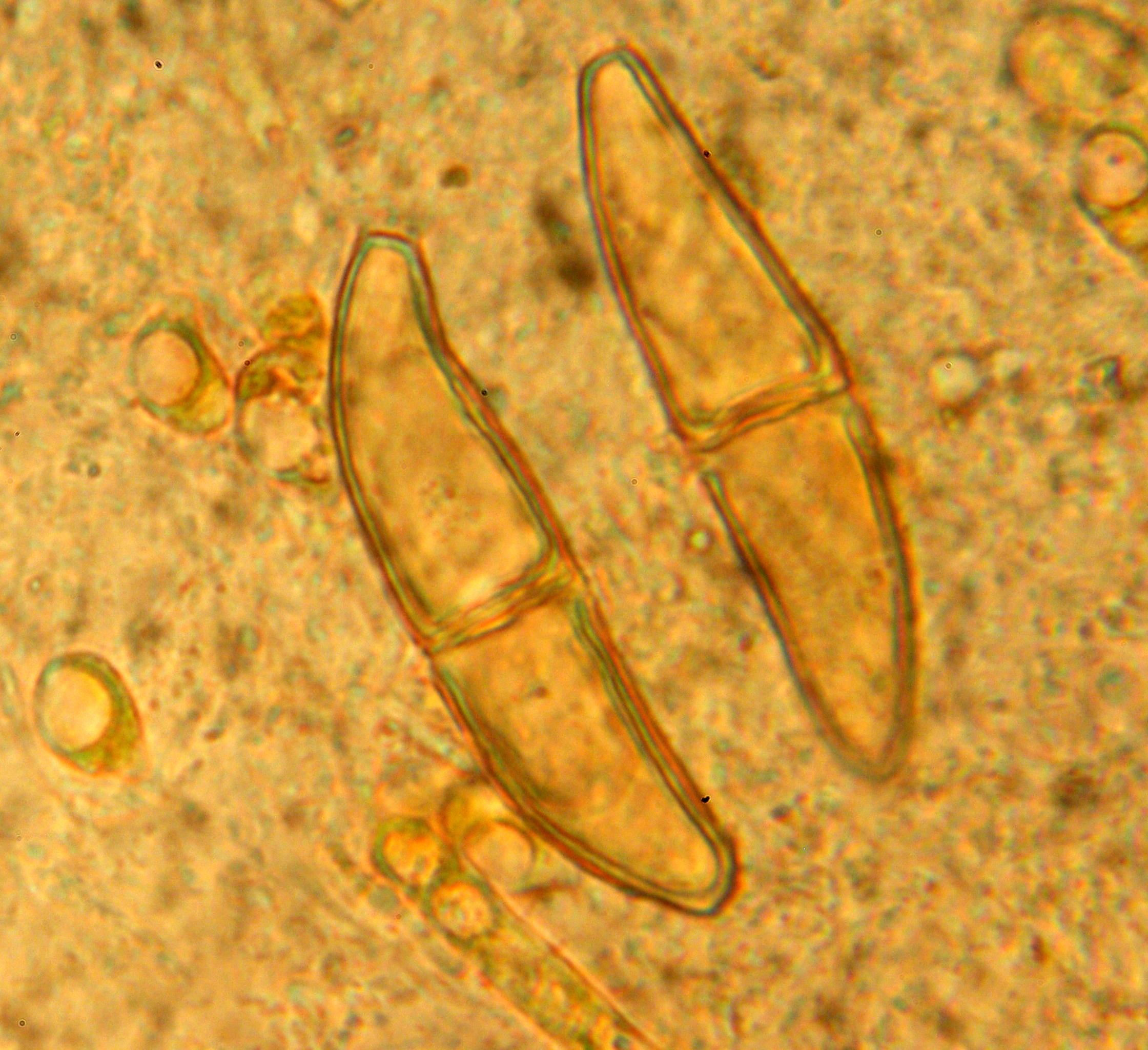
Micrografia de dues teliòspores de telia de Gymnosporangium clavariforme

Un teli  (del llatí, telium) és una estructura reproductora especialitzada produïda pels fongs de rovell (puccinials) com a part del seu cicle reproductiu.
Típicament són de color groc o taronja i quan s'assequen són marrons o negres i són exclusivament un mecanisme per alliberar teliòspores mitjançant el vent o l'aigua per infectar un nou hoste en el seu cicle de vida.